# 남기상
남기상(南基相, 1977년 8월 23일)은 대한민국의 작곡가이다.
SunJang 으로 2024년 9월 6일 싱어송라이터 활동을 시작하였다

## 학력
- 분당고등학교 (졸업)
- 경원대학교 전자계산학과 (중퇴)
- 한양대학교 실용음악과 졸업(학사)

## 대표곡
- 걸스데이 - 반짝반짝, 한번만 안아줘, 너 한눈 팔지마 !, 나를 잊지마요, 기대해, WHITE DAY, 여자대통령, TOP GIRL
- 달샤벳-내다리를 봐, 디스코 타임, LOVE SHAKE
- 더원 - 안되나봐요
- 쥬얼리 - Passion, Butterfly,너를 보내며
- 런 - 강력한 그녀
- V.O.S - 쉬운가봐요, 남자라면서, 헤어지는 이유
- 티아라 - Bye Bye
- 용감한 녀석들 - 자꾸만
- 밍스 - LOVE SHAKE
- 캣츠 - BABY CAT
- 에이시아 - 모르겠어
- 노라조 - 구해줘
- 에이프릴 - 느낌
- SunJang - AAAA